# Hot Press
Hot Press — независимый ирландский журнал, основанный в Дублине в 1977 году. Издание, как правило, освещает события в мире рок- и альтернативной музыки, а также уделяется внимание происходящему в культуре, политике и мировом сообществе в целом. Основатель и главный редактор Hot Press — Нейл Стокс.

## О журнале
В издании публикуются интервью с деятелями культуры и музыкантами, истории из их жизни, рецензии на музыкальные релизы и информация о предстоящих концертных турах. На обложках Hot Press неоднократно появлялись такие известные исполнители как Garbage, U2, Пол Маккартни, Depeche Mode, R.E.M., Radiohead, Blur и многие другие. В 2007 редакция журнала стала известна тем, что проводила борьбу с билетными спекулянтами.
Помимо музыкальной тематики в издании часто публикуются статьи касающиеся общественной и политической жизни. Так, например, редколлегия Hot Press неоднократно негативно отзывалась о политике Ирландии и некоторых европейских стран. Несколько раз печатались скандальные статьи об ирландских государственных деятелях.

### Hotpress.com
В 2002 году запущен сайт hotpress.com, на котором первоначально был архив с содержанием выпусков журнала за 25 лет. Затем появились разделы, посвящённые темам, которых нет в самом издании. 30 июля 2009 года с помощью сайта проводилась прямая трансляция выступления группы Arctic Monkeys, которые исполняли композиции с их альбома Humbug. В 2011 hotpress.com был полностью переработан.

### Hot Press Yearbook
Hot Press Yearbook — это выпуск Hot Press, в котором редакция подводит итог за ушедший год. Также публикуется список самых влиятельных людей в музыкальной индустрии и культуре.
В 2020 году, в ответ на блокировку Ирландии из-за пандемии COVID-19, Hot Press провела ряд музыкальных онлайн-сессий под названием Lockdown Sessions с участием таких исполнителей, как Celaviedmai, Doppler и Tebi Rex.

## Награды и номанции

### AIB Photojournalism Awards
| Год  | Номинируемая работа               | Категория                                         | Результат |
| ---- | --------------------------------- | ------------------------------------------------- | --------- |
| 2009 | Фото Брюса Спрингстина на обложке | «Arts category of the AIB Photojournalism Awards» | 3-е место |

### Illustrator’s Ireland Awards
| Год  | Номинируемая работа | Категория                           | Результат |
| ---- | ------------------- | ----------------------------------- | --------- |
| 2006 | Liberation          | «Best Editorial Illustration Award» | Победа    |
| 2006 | Liberation          | «Best Overall Illustration Award»   | Победа    |

Помимо всего прочего, в 2008 Нейл Стокс был награждён премией PPAI Magazine в категории «Редактор года».